# Cléber Ribeiro Machado Filho
Cléber Ribeiro Machado Filho, mais conhecido apenas como Cléber e, às vezes, como Kléber (São Gonçalo, 4 de abril de 1954 — Campo Grande, 25 de julho de 2009), foi um futebolista brasileiro, que atuou como volante.

## Carreira
Revelado nas divisões de base e profissionalizado no Fluminense, atuou durante quase 8 anos nas Laranjeiras, entre 1973–1980, fazendo parte do elenco que ficou conhecido como Máquina Tricolor, pelo qual conquistou quatro títulos cariocas e o status de ídolo, numa época em que o plantel do Fluminense contava com nomes como Carlos Alberto Torres, Carlos Alberto Pintinho, Paulo Cézar Caju, Roberto Rivellino, Narciso Doval e "Búfalo" Gil.
Depois do sucesso no Fluminense, passou por clubes como Náutico, Nueve de Octubre do Equador, Operário-MS, XV de Jaú e Vitória de Guimarães, onde encerrou sua carreira, já em 1986.
Após a aposentadoria como jogador, tornou-se vereador de sua cidade natal, São Gonçalo.

## Títulos
Fluminense
- Campeonato Carioca: 1973, 1975, 1976 e 1980
- Torneio Viña del Mar: 1976[3]
- Torneio de Paris: 1976
- Copa Vale do Paraíba: 1977
- Troféu Teresa Herrera: 1977

## Morte
Kléber morreu ao sofrer um segundo infarto em menos de uma semana, na noite do dia 25 de julho de 2009, um sábado, enquanto jogava futebol de salão com amigos. Seu último trabalho foi na função de coordenador de futebol do Rádio Clube, uma conhecida associação desportiva de Campo Grande, cidade onde o ex-volante residia. Seu velório e sepultamento ocorreram na tarde do dia seguinte, no Cemitério Parque das Palmeiras, na capital sul-mato-grossense.